# Панютін Олег Вікторович
Олег Панютин (азерб. Oleq Panyutin) — азербайджанський спортсмен-паралімпієць, який виступає в категорії сліпоти F12 і T11/T13. Чемпіон літніх Паралімпійських ігор 2004 року в Афінах (стрибки у довжину) і літніх Паралімпійських ігор 2012 року в Лондоні (потрійний стрибок), бронзовий призер літніх Паралімпійських ігор 2008 року в Пекіні (стрибки у довжину) і 2012 у Лондоні (естафета 4×100 метрів), чемпіон Європи 2005 і срібний призер чемпіонату світу 2006 року зі стрибків у довжину, чемпіон світу 2011, а також срібний призер чемпіонату Європи 2009 в потрійному стрибку. 26 червня 2011 року побив європейський рекорд (15.09 м) з цього виду спорту в категорії F12 серед чоловіків. Чемпіон Європи 2012 в естафеті 4×100 метрів.